# وعاء دموي
الأوعية الدموية هي شبكة من الأنابيب القوية ينتقل عبرها الدم إلى أنحاء الجسم باستمرار.والأوعية الدموية هي جزء من الجهاز الدوري الذي يهتم بنقل الدم خلال الجسم. هناك ثلاث أنواع من الأوعية الدموية: الشرايين والتي تنقل الدم من القلب إلى أجزاء الجسم، والشعيرات الدموية والتي تتيح لتبادل الماء والمواد الكيميائية بين الدم والأنسجة، والأوردة التي تنقل الدم من الشعيرات الدموية وتعيده إلى القلب. وكلمة وعائي (بالإنجليزية: vascular) – نسبة إلى الأوعية الدموية - مشتقة من المقطع اللاتيني VAS والتي تعني وعاء.

## تركيب الأوعية الدموية
تتشابه الشرايين والأوردة بتكونها ثلاث طبقات ولكن الطبقة الوسطى عند الشرايين تعتبر أسمك من تلك التي في الأوردة:
- الغلاف المبطن-الغِلاَلَةُ البَاطِنَةُ الوِعائِيَّة- غلالة باطنة (وهي أنحف طبقة): طبقة وحيدة من خلايا بطانية حرشفية بسيطة مترابطة عن طريق متعدد السكاريد (متعدد السكاريد)، تحيط بها طبقة رقيقة من النسيج الضام تحت البطانية المتداخلة مع عدد من الأربطة المنتظمة المرنة تسمى الصفيحة المرنة الداخلية.
- الغلاف الأوسط- الغِلاَلَةُ الوَسْطانِيَّةُ الوِعائِيَّة- غلالة وسطانية (أسمك طبقة في الشرايين): هذه الطبقة مكونة من ألياف مرنة من النسيج الضام، ومتعدد السكاريد مرتبة دائريًا. وتفصل الطبقتين الثانية والثالثة طبقة أخرى سميكة ومرنة تسمى الصفيحة المرنة الخارجية. الغلالة الوسطى (الغلاف الأوسط) والتي قد تكون متضخمة في العضلات الملساء الوعائية خصوصًا في الشرايين، والتي تتحكم في نصف قطر الوعاء الدموي.
- الغلاف الخارجي الغلالة الظاهرة (أسمك طبقة في الأوردة) مكونة بالكامل من النسيج الضام، وتحتوي على الأعصاب التي تقوم بتغذية الوعاء وبنفس الوقت تغذي الشعيرات الدموية (VASA VASORUM) في الأوعية الدموية الكبيرة.

الشعيرات الدموية تتكون من طبقة بطانية وأحيانًا نسيج ضام.
في بعض أنسجة الجسم المعرضة للحركة – كالمفاصل – تنتشر الأوعية لتتصل الشرايين ببعضها البعض فيما يعرف بالمفاغرة وتعني توفير مسارات بديلة للدم في حال انسداد أحد الأوعية الدموية المغذية للنسيج.
توجد عضلات تحيط بالشرايين والأوردة وتساعد في تقلص وتمدد الأوعية الدموية. والذي يعطي الدم ضغطًا كافيًا ليصل إلى كل انحاء الجسم.
تعتبر الأوعية الدموية جزء من جهاز الدوران (القلبي الوعائي)، جنبًا إلى جنب مع القلب والدم.
يكون لون الشرايين ضاربًا إلى الحمرة بسبب احتوائها على الهيموغلوبين، الحامل للأكسجين. بينما يكون لون الأوردة أقرب إلى الأزرق لنقص الأكسجين فيها.

### أنواع الأوعية الدموية

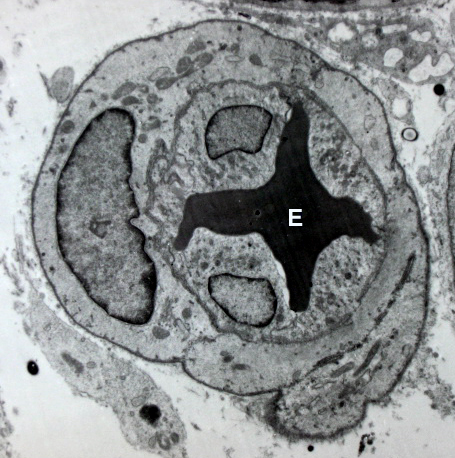
وعاء دموي تظهر فيه كرة دم حمراء (E) داخل التجويف الداخلي، خلايا البطانية مكونة للغلاف المبطن، وخلايا حوطية مكونة للغلاف الخارجي.

هناك أنواع متعددة من الأوعية الدموية:
- الشرايين
- الشريان الأبهر (الشريان العظيم الكبير وهو الذي يحمل الدم خارج القلب).
- تفرعات من الشريان الأبهر مثل الشريان السباتي والشريان تحت الترقوة وشريان الاضطرابات الهضمية الشريان المساريقي والشريان الكلوي والشريان الوركي.
- الشريّنات - الشرايين الصغيرة.
- الشعيرات الدموية، وهي أصغر الأوعية الدموية حجماً.
- وريدات - الأوردة الصغيرة.
- الأوردة
- أوعية دموية جامعة كبرى مثل وريد تحت الترقوة وحبل الوريد والوريد الكلوي والوريد الوركي، الوريدان الأجوفان وهما أكبر الأوردة التي تجمع الدم وتصب في القلب.

تصنف الأوعية الدموية بشكل عام إلى شرايين وأوردة، ويتم تصنيفها تبعًا لمسار الدم فيها، فإذا كانت تنقل الدم من القلب إلى باقي الجسم تعتبر شرايين، أما إذا كانت تنقل الدم من أنسجة الجسم إلى القلب فتعتبر أوردة.
مصطلح (الدم الشرياني): يستخدم لوصف الدم الغني بالأكسجين، على الرغم من أن «الشريان الرئوي» يحمل دم فقير بالأكسجين (دم وريدي) والدم الذي يضخ في «الوريد الرئوي» هو غني بالأكسجين. وذلك لأنه يحمل الدم من وإلى الرئتين تواليًا، ليتم تبادل الغازات – الأكسجين وثاني أكسيد الكربون – هناك فيعود الدم مشبعًا بالأكسجين.

## علم وظائف الأعضاء
لا تشارك الأوعية الدموية بشكل أساسي في ضخ الدم حيث أنها تفتقر إلى الحركة الدودية (التموجية). على الرغم من أن الشرايين –وبعض الأوردة- تمتلك القدرة على تنظيم نصف قطرها الداخلي، عن طريق انقباض الطبقة العضلية المحيطة بها ويساعد ذلك في تنظيم كمية الدم الواردة إلى العضو، ويساهم ذلك أيضًا في التنظيم الحراري لجسم الإنسان. ويتحكم الجهاز العصبي اللاإرادي بهذه العملية.
ويعتبر الأكسجين (الذي يرتبط بالهيموغلوبين في خلايا الدم الحمراء) أهم المواد الكيميائية التي يحملها الدم؛ كون الهيموجلوبين مشبع بالأكسجين بنسبة (95 -100%) في جميع الشرايين –إذا ما استثنينا الشريان الرئوي-. وبالمقابل يكون الهيموجلوبين غير مشبع بالأكسجين بنسبة 75 % في كل الأوردة، عدا الوريد الرئوي (ويتم عكس القيم في الدورة الدموية الرئوية).
يقاس ضغط الدم في الأوعية الدموية بوحدة ملليمتر من الزئبق (1مم زئبقي = 133 باسكال). في الشرايين، يكون ضغط الدم الانقباضي 120مم (ضغط عالي بسبب انقباض القلب). على العكس من الأوردة، والتي يكون الضغط فيها ثابتًا تقريبًا ونادرًا ما يتجاوز 10 مم زئبقي.
تقلص الأوعية الدموية (تضيق الأوعية) هو انقباض الأوعية الدموية (تضيق، لتصبح أصغر في منطقة مستعرضة) عن طريق انقباض العضلات الملساء في الأوعية الدموية في جدران الأوعية. تنظم هذه العملية عن طريق مضيقات الأوعية (تضيق الأوعية) (العوامل التي تسبب تضيق الأوعية). وتشمل هذه العوامل بعض الهرمونات الموضعية –نظير صماوي- (مثل البروستاغلاندين)، وعدد من الهرمونات (مثل فازوبرسين وأنجيوتنسين) والنواقل العصبية (مثل أدرينالين) والتي تفرز من العصبونات.
توسع الأوعية (توسيع وعائي) هي عملية معاكسة وتدخل فيها بعض العوامل المضادة للتقلص. أبرز العوامل الموسعة للأوعية هو أكسيد النيتريك (لذلك يطلق عليه أحيانًا العامل المسبب للانبساط المشتق من النسيج الطلائي).
تلعب نفاذية النسيج الطلائي دوراً مهماً في عملية نقل المواد الغذائية والفضلات من الاوعية الدموية إلى النسيج وبالعكس. وهي تفرز أيضاً في الالتهاب كاستجابة موضعية للهستامين، البروستاجلاندين والإنترلوكين، الأمر الذي يؤدي إلى أعراض الالتهابات المعروفة (التورم والاحمرار والسخونة والألم).

### العوامل المؤثرة على مقاومة تدفق الدم
تحصل مقاومة تدفق الدم في الأوعية الدموية البعيدة عن مصدر الضخ (القلب)، لتكون قوة معاكسة لقوة جريان الدم حيث يتحكم بها ثلاثة عوامل رئيسية: طول الوعاء الدموي، ونصف قطره، ولزوجة الدم فيه.
لزوجة الدم هي مقاومة الدم للتدفق تبعًا لكثافته ويؤثر في ذلك تركيب الدم ونسبة مكوناته. يشكل الماء 92 ٪ من إجمالي وزن الدم وتتكون ال 8% المتبقية من البروتينات والمواد الغذائية، والأملاح الذائبة (غالبًا ما تكون محاليل كهرلية- شوارد كهربائية)، وفضلات العمليات الحيوية، والغازات الذائبة. وتختلف لزوجة الدم تبعًا لحالة الفرد الصحية ونظامه الغذائي (فقر الدم يسبب تركيز أقل نسبيًا من البروتين، وارتفاع ضغط الدم يسبب زيادة في الأملاح أو الدهون المذابة، الخ...).
أما طول الوعاء فهو الطول الكلي للوعاء الدموي الذي يقاس على أنه المسافة التي يقطعها الوعاء الدموي ابتداءًا من القلب وانتهاء بالنسيج الذي يغذيه الوعاء الدموي. فكلما زاد طول الوعاء زادت قوة الاحتكاك بالتالي زادت مقاومته للتدفق.
ويؤثر نصف قطر الوعاء كذلك على المقاومة الكلية بسبب زيادة مساحة المعرضة للاحتكاك. فكلما قل نصف قطر جدار الوعاء الدموي، زادت نسبة الدم المتصل مباشرًا مع سطح الوعاء الدموي. وبالتالي تزداد قوة الاحتكاك مما يزيد مقاومة التدفق.

## الأمراض
تلعب الأوعية الدموية دورًا مفصليًا في تطور وانتشار معظم الأمراض. فالسرطان، على سبيل المثال، لا يمكن أن ينتشر ويتطور ما لم يولد أوعية دموية خاصة به ليلبي حاجات الخلايا السرطانية من المواد الغذائية لتقوم بالعمليات الحيوية. أما تصلب الشرايين، والذي ينتج عن ترسب كتل من الدهون والكولسترول (الليبيدات) فيعتبر من أكثر أمراض الجهاز الدوراني شيوعًا والذي يعتبر من أهم أسباب الوفاة في عصرنا الحالي.
ويحدث النزيف بسبب تمزق النسيج الطلائي المبطن للوعاء الدموي. بسبب زيادة نفاذية الأوعية الدموية تبعًا لعوامل عدة كالالتهابات وبعض الأمراض والأدوية والسموم. في المقابل، يحصل انسداد الأوعية الدموية عن طريق تصلب الشرايين، أو عن طريق تجلط الدم أو جسم غريب يؤدي إلى نقص تروية المصب (فقر الدم الموضعي في النسيج)، وربما النخر. المشكلة الكبرى هنا، أن تخثر الدم يتبع نظام التغذية الراجعة الإيجابية (positive feedback) فترسب مواد في الوعاء الدموي يؤدي إلى خلق إعاقة في مسار الدم (ليتخذ مسارات منحنية أو حلزونية) مما يبطئ الدم، فتترسب هناك بعض مكونات الدم المساعدة على التخثر مثل الكوليسترول أو الكيلومكرونات لتصل النسيج الطلائي. ومن ثم تتصلب تلك العناصر على جدران الشرايين المغطاة أصلًا ببعض الرواسب، مما يزيد الأمر سوءًا.
التهاب الأوعية الدموية (التهاب وعائي) هو التهاب في جدار الوعاء الدموي، بسبب أمراض المناعة الذاتية أو العدوى.